# Ajuntament de Torrelles de Foix
L'Ajuntament de Torrelles de Foix és un edifici del municipi de Torrelles de Foix (Alt Penedès) que forma part de l'Inventari del Patrimoni Arquitectònic de Catalunya.

## Descripció
És un edifici entre mitgeres cantoner, format per planta baixa, pis i torratxa amb rellotge. Presenta una cúpula d'entramats de ferro. La façana és de composició simètrica, amb portal d'arc de mig punt i balcó de dos portals al primer pis. El coronament és en forma de ràfec i merlets esglaonats, de forma ondulant. Hi ha fanals i reixes interessants.